# Ярошевская, Галина Ивановна
Гали́на Ива́новна Яроше́вская (девичья фамилия — Степина); 25 августа 1930, Сорочинка, Плавский район, Тульская область, РСФСР, СССР — 15 декабря 2013, Москва, Россия) — советская баскетболистка, заслуженный мастер спорта СССР (1952), чемпионка мира и Европы по баскетболу в составе сборной СССР.

## Биография
Выступала за «Строитель» (Москва) (1947; 1952—1957), СКИФ (Москва) (1948—1951), СиМ (1959—1963). Чемпион СССР (1952, 1956, 1959), серебряный призёр чемпионата СССР (1955), бронзовый призёр чемпионата СССР (1954, 1957, 1962, 1963).
Была капитаном сборной СССР на чемпионате Европы 1960 года. Иногда её называют лучшим разыгрывающим игроком чемпионата мира 1959 года.
Окончила ГЦОЛИФК. В 1962-68 гг. — старший преподаватель кафедры физвоспитания МЭИС, вела три команды: одну женскую и две мужских. С 1968 года — тренер-преподаватель СДЮШОР Фрунзенского района Москвы. Тренер женской сборной Москвы — серебряного призера IV Спартакиады народов СССР (1967). Старший тренер женской команды МЭИС — неоднократного победителя первенств Москвы среди вузов в 1962-68 гг.
Муж — Виталий Михайлович Ярошевский, заслуженный тренер РСФСР, дочь Ирина (1961 г.р.), преподаватель-переводчик, живет в США.
Умерла в Москве в возрасте 83 лет.
С 2017 года в Плавске разыгрывается межрегиональный баскетбольный турнир среди девочек памяти Ярошевской.

## Достижения
- Чемпион СССР: 1952, 1956, 1959.
- Серебряный призёр чемпионата СССР: 1955.
- Бронзовый призёр чемпионата СССР: 1954, 1957, 1962, 1963.
- Чемпион мира: 1959.
- Серебряный призёр чемпионата мира: 1957.
- Чемпион Европы: 1952, 1954, 1956, 1960.
- Серебряный призёр чемпионата Европы: 1958
- Чемпионка I и II Спартакиады народов СССР: 1956, 1959